# 百論
『百論』（ひゃくろん、梵: Śata śāstra, シャタ・シャーストラ）とは、提婆によって書かれたとされる仏教論書である。
『中論』『十二門論』と並び、三論宗の所依の一つ。
龍樹の『中論』を受ける形で、他派の論を百種の偈を以て斥ける構成。